# Charles Hamilton Smith
 (mai 2013).
Si vous disposez d'ouvrages ou d'articles de référence ou si vous connaissez des sites web de qualité traitant du thème abordé ici, merci de compléter l'article en donnant les références utiles à sa vérifiabilité et en les liant à la section « Notes et références ».
Pour les articles homonymes, voir Smith.
Charles Hamilton Smith est un militaire, naturaliste, artiste et collectionneur d'antiquités britannique, né le 26 décembre 1776 à Vroenhoven sis alors dans la  province du Limbourg (désignée comme "Flandre-Orientale" à l'époque autrichienne) et mort le 21 septembre 1859 à Plymouth.

## Biographie
Sa carrière débute en 1787 quand il étudie à l'Académie militaire autrichienne l'artillerie et le génie à Malines et à Louvain (Belgique). Il prend part aux guerres napoléoniennes et ne quitte l'armée qu'en 1820. Durant son service, il voyage beaucoup notamment aux Caraïbes, au Canada et aux États-Unis. Le reste du temps, il est en poste dans un bureau en Grande-Bretagne.
Ses travaux sur la meilleure couleur des uniformes militaires sont célèbres. Devant la précision sans cesse améliorée des armes à feu, il expérimente dans les années 1800 l'exactitude du tir en fonction de la couleur de la cible visée. Il démontre ainsi qu’un uniforme gris (ou à un moins degré vert) est moins facile à viser qu’un uniforme rouge. Il recommande alors que le gris soit adopté pour l'infanterie légère. L’armée britannique ne suit pas ses conseils et choisit le vert pour l’infanterie légère.
Ses talents dans le domaine de l'illustration, qu'il apprend par lui-même, lui permettent de réaliser de nombreuses illustrations des uniformes, en particulier britanniques, de son époque. Il s'intéresse aussi aux costumes historiques de la Grande-Bretagne et réalise de nombreuses illustrations où il s'attache à faire revivre les chevaliers et les princesses du Moyen Âge, les navires et les batailles. Il réalise ainsi de très nombreuses illustrations d’histoire naturelle. Son œuvre picturale, qui compte plus de 38 000 dessins, la plupart ne concernant pas les choses militaires, reste méconnue.
Enfin, sous l'abréviation « Hamilton Smith » ou « Smith », il est l'auteur de nombreux taxons d'animaux, notamment les bisons ou le renne.

## Quelques publications
- Participation à (en) George Cuvier (trad. Edward Griffith et al.), The Animal Kingdom Arranged in Conformity with its Organization [« Le Règne animal distribué d'après son organisation »], t. 1 : The Class Mammalia, Londres, G. B. Whittaker, 1827 (OCLC 595293293, lire en ligne)
- (en) Charles Hamilton Smith (préf. Doreen Yarwood), Ancient Costumes of Great Britain and Ireland: From the Druids to the Tudors, Londres, Braken Books, 1989 (1re éd. 1814) (ISBN 1-85170-253-9 et 978-1-85170-253-4).
- (en) Charles Hamilton Smith, Dogs: Canidæ or Genus Canis of Authors; Including also the Genera Hyæna and Proteles, Édimbourg, W. H. Lizars, coll. « The Naturalist's Library / Mammalia » (no 9), 1839 (lire en ligne).
- (en) Charles Hamilton Smith, Horses: The Equidæ or Genus Equus of Authors, Édimbourg, W. H. Lizars, coll. « The Naturalist's Library / Mammalia » (no 12), 1841 (lire en ligne).